# Magnus Lundgren
Magnus Fredrik Lundgren, född 21 januari 1852 i Göteborgs garnisonsförsamling, Göteborg, död 8 maj 1903 i Lunds domkyrkoförsamling, Lund, var en svensk språkforskare.
Lundgren blev filosofie doktor och docent i Uppsala 1875 och lektor i Stockholm 1881. Han var från 1893 ledamot av Svenska Akademiens ordboksredaktion, där hans mångsidiga kunskaper och stora skarpsinne kom till en lycklig användning. Lundgren var en framstående kännare av fornsvenskt namnskick. Bland hans skrifter märks Språkliga intyg om hednisk gudatro i Sverige (1878), Spår af hednisk tro och kult i fornsvenska personnamn (1880) och Personnamn från medeltid (1892, 1896, 1915 fortsatt av Erik Brate på grundval av Lundgrens samlingar). Lundgren är begravd på Norra kyrkogården i Lund.